# Păuleni (okręg Ardżesz)
Păuleni – wieś w Rumunii, w okręgu Ardżesz, w gminie Șuici. W 2011 roku liczyła 146 mieszkańców.